# În contra direcției de astăzi în cultura română
„În contra direcției de astăzi în cultura română” este un studiu al lui Titu Maiorescu publicat în 1868, scris din perspectiva îndrumătorului cultural, expresie directă a conștientizării unei crize a culturii române. Maiorescu face și un istoric al crizei respective descriind progresul șovăitor al culturii române care, până la începutul secolului al XIX-lea, înseamnă „barbarie orientală”, după care vine „trezirea” din epoca pașoptistă (după 1820 spune Maiorescu), epocă în care tinerii întorși de la studii din Franța și Germania, aduc idei noi dar și forme culturale noi care înseamnă, pentru Maiorescu, numai un „lustru cultural”.
În propriile sale cuvinte regăsim scepticismul acestuia:  „În aparență, după statistica formelor din afară, românii posed astăzi aproape întreaga civilizare occidentală. Avem politică și știință, avem jurnale și academii, avem școli și literatură, avem muzee, conservatorii, avem teatru, avem chiar o constituțiune. Dar în realitate toate aceste sunt producțiuni moarte, pretenții fără fundament, stafii fără trup, iluzii fără adevăr, și astfel cultura claselor mai înalte ale românilor este nulă și fără valoare, și abisul ce ne desparte de poporul de jos devine din zi în zi mai adânc”.
Maiorescu observă de fapt acea abundență de forme culturale străine care nu se potrivește deloc fondului național. Modernizarea i se pare lui Maiorescu forțată, el fiind de părere că numai fondul esențial românesc ar putea să nască formele viitoare ale culturii române.